# Minicall
Minicall är varumärket för personsökare i Sverige. Personsökning hade sin storhetstid i slutet av 1990-talet och hade 2006 ca 80 000 aktiva användare i Sverige.
Kommunikationen är enkelriktad och därför är Minicall lämplig för meddelanden med precis innebörd. Vid kritiska tillämpningar såsom inom räddningstjänst och sjukvård är tekniken särskilt lämplig och används dagligen tack vare mycket hög tillförlitlighet.
Meddelanden till Minicall kan till exempel skickas numeriskt via en vanlig telefon, som SMS, som e-post, via webben, eller via särskild mjukvara.
Minicall finns på följande tre frekvenser i Sverige:
- 169,650 MHz (ERMES)
- 169,800 MHz (POCSAG)
- 161,4375 MHz (POCSAG)

Minicallsystemets föregångare kallades MBS, och var då ett personsökningssystem som utnyttjade FM-bandet. Med teknikutvecklingen förfinades systemet och 1985 startades Minicall som en tjänst för rena tonsökningar.
Tjänsten utökades med en textfunktion 1988 och med numerik (siffermeddelanden) 1989. Våren 1993 startades Minicall Privat och 1995 öppnades en andra frekvens för Minicall. Ett nytt nät med en tredje frekvens byggdes 1998 och därmed infördes det höghastighetsbaserade ERMES-nätet (Minicall Broadcast).
Generic Mobile förvärvade 2002 Minicallverksamheten av TeliaSonera. Sedan dess har systemet utvecklats med en rad nya tjänster och tillämpningar, till exempel SMS Webb och Multisök.

## Bilder

Minicall
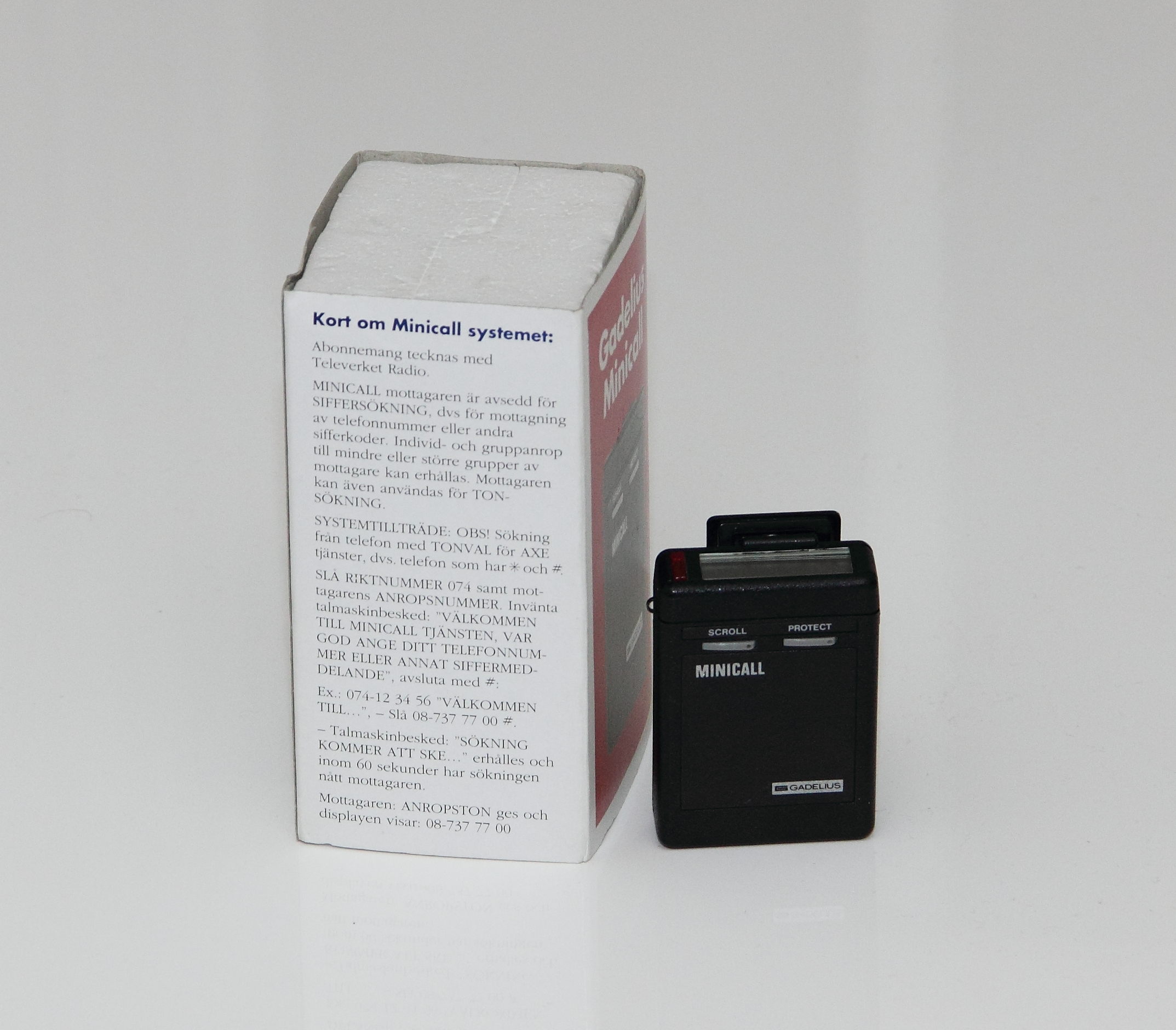
En Minicall från sent 1980-tal tillsammans med originalkartongen med en kort beskrivning av Minicall-systemet.
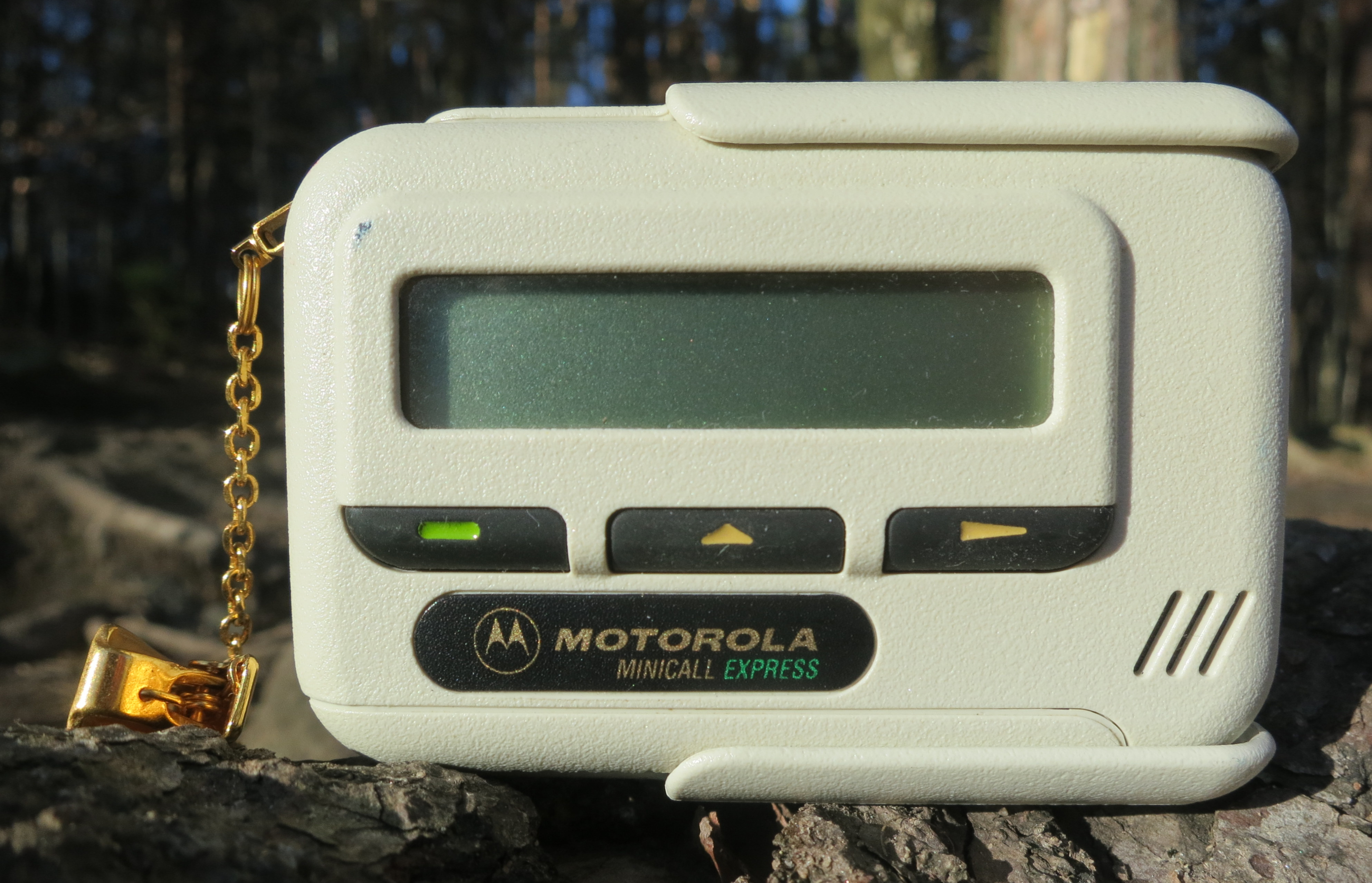
Motorola Minicall Express från 1990-talet.

## Källhänvisningar
1. ↑   Minicall i Nationalencyklopedins nätupplaga. Läst 24 februari 2018.